# Onychiurus sibiricus
Onychiurus sibiricus är en urinsektsart som först beskrevs av Tycho Fredrik Hugo Tullberg 1876.  Onychiurus sibiricus ingår i släktet Onychiurus och familjen blekhoppstjärtar. Inga underarter finns listade i Catalogue of Life.